# Kosuke Nishi
Kosuke Nishi (født 8. april 1998) er en japansk fodboldspiller.